# Markus Hess
Markus Hess, né en janvier 1960, est un pirate informatique allemand. Il est surtout connu pour avoir piraté des réseaux d'ordinateurs militaires et industriels aux États-Unis, en Europe et en Asie de l'Est, et avoir vendu les informations au KGB soviétique à la fin des années 1980. Pendant qu'il travaillait pour le KGB, on estime que Hess s'est introduit dans 400 ordinateurs militaires américains.  

## Carrière de pirate informatique

### Laboratoire national Lawrence-Berkeley
Les activités de piratage de Hess sont découvertes en 1986 par Clifford Stoll, un astronome devenu administrateur système du centre informatique du Lawrence Berkeley Laboratory (LBL) en Californie. La première tâche de Stoll consistait à suivre une erreur comptable de 75 centimes dans le système LBL. Au début de son enquête, Stoll découvre que le système informatique de LBL était compromis et que le pirate avait obtenu les privilèges root ou système. Un tel compromis de sécurité est ainsi plus important qu'une simple erreur comptable. Stoll découvre ensuite comment le pirate est entré par effraction et a identifié les activités du pirate sur le système. La direction de LBL envisage de tenter de protéger le système de ce pirate informatique, mais Stoll et ses collègues convainquent la direction de LBL que cela ne serait pas efficace. En fin de compte, ils installent un honeypot pour piéger le pirate,.

### Accès aux données sensibles
Les activités initiales de Hess ont commencé à l'université de Brême en Allemagne via le réseau allemand Datex-P et une liaison satellite ou un câble transatlantique vers la passerelle internationale Tymnet. Cette dernière était un service de "passerelle" qu'un utilisateur appelait et qui le dirigeait vers l'un des nombreux systèmes informatiques qui utilisaient également le service. Les utilisateurs utilisaient normalement des services de commutation de paquets comme Tymnet car ils étaient peu coûteux. Une fois dans Tymnet, Hess se connecte au Jet Propulsion Laboratory de Pasadena, en Californie, et au Tymnet Switching System. C'est par ce système de commutation qu'il a accédé aux ordinateurs du LBL.
Hess a pu attaquer 400 ordinateurs militaires américains en utilisant LBL pour se « greffer » sur ARPANET et MILNET,. ARPANET était un réseau civil étendu créé par le département de la Défense, qui deviendra plus tard ce que l'on appelle aujourd'hui Internet tandis que MILNET était son homologue militaire. Aux côtés de ses collègues pirates Dirk Brzezinski et Peter Carl, Hess gagne environ 54 000 $ US en vendant ces informations.

### Cibles
Le informations volées comprenaient "des technologies sensibles pour les semi-conducteurs, les satellites, l'espace et les avions". Les installations piratées par Hess sont :
- SRI International – Menlo Park, Californie, États-Unis
- Darcom de lUnited States Army - Seckenheim, Allemagne de l'Ouest
- Fort Buckner, Camp Foster – Okinawa, Japon
- 24e division d'infanterie mécanisée de l'armée américaine - Fort Stewart, Géorgie, États-Unis
- United States Navy - Panama City, Floride, États-Unis
- US Air Force - Base aérienne de Ramstein, Allemagne de l'Ouest
- Ordinateur MX du MIT, Cambridge, Massachusetts, États-Unis
- Base de données OPTIMIS – Pentagone, États-Unis
- Commandement des systèmes de l'armée de l'air des États-Unis - El Segundo, Californie, États-Unis
- Dépôt de l'armée d'Anniston - Anniston, Alabama, États-Unis

### Traque de Hess et capture
Stoll, avec l'aide des autorités locales, retracé un appel jusqu'à un commutateur Tymnet à Oakland, en Californie. Parce que l'appel venait d'Oakland plutôt que de Berkeley, il devient évident que le pirate ne travaillait pas près de l'université. Les responsables de Tymnet aident LBL à retracer les différents appels, même si le pirate a tenté de dissimuler leur origine. En sollicitant l'aide d'AT&T et du Federal Bureau of Investigation (FBI), Stoll détermine finalement que les appels étaient "re-routés" à travers les États-Unis, mais provenaient de Hanovre, en Allemagne.
Stoll piège Hess en créant des enregistrements d'un faux projet militaire mené sur des ordinateurs LBL. Bien que les fausses informations aient été convaincantes, l'objectif principal était simplement de maintenir le pirate connecté suffisamment longtemps pour retracer sa connexion, et dans l'espoir que le pirate puisse envoyer une demande écrite d'informations supplémentaires répertoriées comme disponibles sur papier. Cette technique simple fonctionne : une demande d'informations supplémentaires est reçue d'une adresse de Pittsburgh, en Pennsylvanie.
À l'époque, ce type de piratage était nouveau et c'est un défi considérable d'obtenir la coopération du FBI et du gouvernement ouest-allemand. Finalement, les autorités allemandes entrent par effraction et arrêtent Hess. Hess est jugé en 1990 et Stoll témoigne contre lui. Hess est reconnu coupable d'espionnage et a été condamné à 20 mois de prison avec sursis.

## Postérité
Après la capture de Hess, Stoll écrit sur ses efforts pour suivre et localiser Hess dans un article technique "Stalking the Wily Hacker" pour la revue Communications of the ACM et un livre The Cuckoo's Egg pour le grand public. The Cuckoo's Egg est ensuite adapté dans un épisode de Nova de 1990 "The KGB, The Computer, and Me".